# ロボくん
ロボくんは、1991年1月にSANKYOが発売した、センター役物の中にロボットが配置されているパチンコ機のシリーズ名。
ロボくんⅠとロボくんGPとロボくんⅡの3機種がある。

## 概要
貯留装置が搭載されておらず、ジャンプボードを利用してV入賞を狙う羽根モノタイプ。

## スペック
- ロボくんⅠ
  - 賞球数 7&15
  - 大当たり最高継続 15R
- ロボくんGP
  - 賞球数 7&13
  - 大当たり最高継続  15R
- ロボくんⅡ
  - 賞球数 5&10
  - 大当たり最高継続 15R

## 演出
Vゾーンが役物中央のロボットの口の中にある。羽解放後、役物中央のロボットの頭部が開く一瞬のみがV入賞チャンスで、タイミングを合わせるのが難しい。